# Baie de Morlaix
Baie de Morlaix este o arie protejată (arie specială de conservare — SAC, sit de importanță comunitară — SCI) din Franța întinsă pe o suprafață de 26.617 ha, din care 97 % marine.

## Localizare
Centrul sitului Baie de Morlaix este situat la coordonatele 48°41′35″N 3°51′54″W / 48.69306°N 3.865°V.

## Înființare
Situl Baie de Morlaix a fost declarat sit de importanță comunitară în iulie 2003 pentru a proteja 1 specie de plante și 10 specii de animale. Situl a fost protejat și ca arie specială de conservare în mai 2016.

## Biodiversitate
Situată în ecoregiunea atlantică, aria protejată conține 19 habitate naturale: Estuare, Terase mlăștinoase și terase nisipoase neacoperite de apă la reflux, Bancuri de nisip acoperite în permanență slab de apă marină, Vegetație anuală la limita mareei, Pășuni atlantice udate de apa mării (Glauco-Puccinellietalia maritimae), Dune mobile de-a lungul țărmului cu Ammophila arenaria („dune albe”), Liziere de ierburi înalte hidrofile de câmpie și de nivel montan până la alpin, Păduri aluvionare cu Alnus glutinosa și Fraxinus excelsior (Alno-Padion, Alnion incanae, Salicion albae), Tufărișuri halo-nitrofile (Pegano-Salsoletea), Pajiști uscate europene, Golfuri mici largi și golfuri puțin adânci, Faleze cu vegetație de pe coastele atlantice și baltice, Salicornia și alte specii anuale care populează regiunile mlăștinoase și nisipoase, Pante stâncoase silicioase cu vegetație casmofită, Dune mobile cu vegetație embrionară, Păduri pe pante, grohotișuri și ravene de Tilio-Acerion, Recifuri, Păduri de fag acidofile atlantice, cu subarboret de Ilex și, uneori, de asemenea, Taxus, la nivelul arbuștilor (Quercion robori-petraeae sau Ilici-Fagenion), Vegetație perenă pe țărmurile stâncoase.
La baza desemnării sitului se află mai multe specii protejate:
- plante (1): Trichomanes speciosum
- mamifere (6): liliac cârn (Barbastella barbastellus), Halichoerus grypus, vidră de râu (Lutra lutra), marsuin (Phocoena phocoena), liliacul mare cu potcoavă (Rhinolophus ferrumequinum), liliacul mic cu potcoavă (Rhinolophus hipposideros)
- pești (4): Alosa alosa, Alosa fallax, Petromyzon marinus, somonul (Salmo salar)

Pe lângă speciile protejate, pe teritoriul sitului au mai fost identificate 14 specii de plante, 14 specii de mamifere, 7 specii de nevertebrate, 3 specii de pești.